# 克拉拉丰-阿尔西讷
克拉拉丰-阿尔西讷（法語：Clarafond-Arcine，法語發音：[klaʁafɔ̃ aʁsin]）是法国上萨瓦省的一个市镇，属于圣于连昂热讷瓦区。

## 历史
该市镇于1973年由原市镇克拉拉丰（Clarafond）和阿尔西讷（Arcine）合并而成，合并后的市镇名称仍为“克拉拉丰”，直至2005年才更名为“克拉拉丰-阿尔西讷”（Clarafond-Arcine）。

## 地理
克拉拉丰-阿尔西讷（46°3'51"N, 5°53'38"E）面积16.88 平方千米，位于法国奥弗涅-罗讷-阿尔卑斯大区上萨瓦省，该省份为法国东部省份，历史上为薩伏依的一部分，北与瑞士接壤，西接安省，南至萨瓦省，东与瑞士和意大利接壤。
与克拉拉丰-阿尔西讷接壤的市镇（或旧市镇、城区）包括：莱阿、肖蒙、谢讷昂瑟米讷、丹日昂维阿什、埃卢瓦斯、旺济、维尔邦斯。
克拉拉丰-阿尔西讷的时区为UTC+01:00、UTC+02:00（夏令时）。

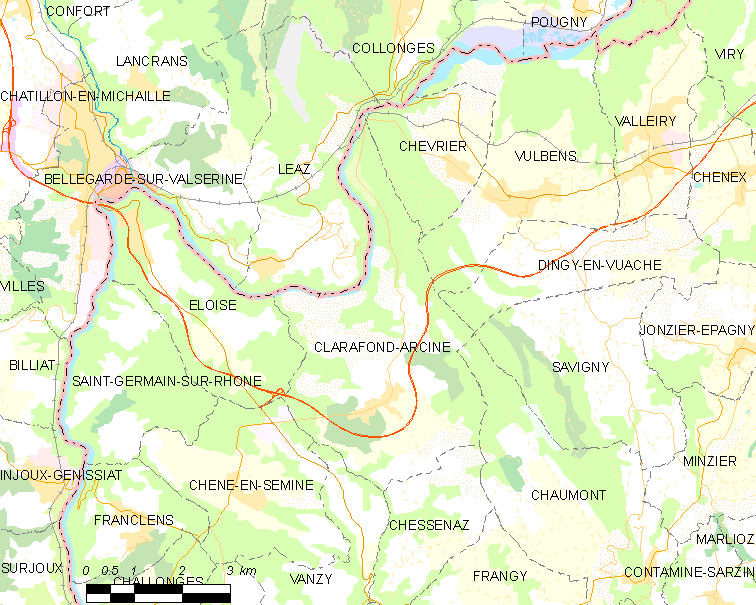
克拉拉丰-阿尔西讷的OSM定位图

## 行政
克拉拉丰-阿尔西讷的邮政编码为74270，INSEE市镇编码为74077。

## 政治
克拉拉丰-阿尔西讷所属的省级选区为圣于连昂热讷瓦县。

## 人口

1962-2008年间克拉拉丰-阿尔西讷人口变化图示

克拉拉丰-阿尔西讷于2022年1月1日时的人口数量为1053人。